# Condado de Edessa
O Condado de Edessa foi um dos estados latinos do Oriente criados durante a Primeira Cruzada. Tinha a sua capital em uma cidade com uma longa história e uma prévia tradição de cristianismo: Edessa, hoje a cidade de Şanlıurfa, na província homônima na Turquia.
Este estado cruzado diferenciava-se dos outros por ser o único não costeiro ao mar Mediterrâneo. Estava afastado dos restantes e em relações menos boas com o seu vizinho mais próximo, o Principado de Antioquia. Metade do território, incluindo a sua capital, encontrava-se a leste do rio Eufrates, muito a leste dos restantes vizinhos cristãos, tornando-o particularmente vulnerável. A parte a oeste do Eufrates era controlada a partir da fortaleza de Turbessel. Os seus principais vassalos eram Turbessel, Bira (Biredjik), Marache (Kahramanmaraş) e Melitene (Malatya).
Apesar de ser um dos maiores estados cruzados, era o menos populoso. A cidade de Edessa tinha cerca de 10 000 habitantes, mas o resto do condado consistia principalmente de fortalezas. A oeste ficava o Principado de Antioquia, a leste passava do rio Eufrates, pelo menos no período de maior extensão territorial. Também ocupou terras até à Arménia no norte. A sul e leste estavam as poderosas cidades muçulmanas de Alepo, Moçul e al-Jazira (território que englobava os actuais nordeste da Síria e noroeste do Iraque).
Os habitantes de Edessa em principalmente assírios, jacobitas ortodoxos e cristãos ortodoxos arménios, com alguns ortodoxos gregos e muçulmanos. Apesar de o número de latinos ter sempre permanecido pequeno, tinha um patriarca católico romano, e a queda da capital foi o catalisador da Segunda Cruzada em 1146.

## Fundação
O domínio de Edessa não foi completamente uma criação da Primeira Cruzada. Em 1050 a cidade ainda era bizantina, e depois o general armênio Filareto Bracâmio tomou-a em 1077, passando a governar um principado que se estendia de Antioquia (atual Antáquia) a Edessa (atual Şanlıurfa). O seu poder e a sua localização geográfica perturbavam os turcos seljúcidas, que lhe conquistaram rapidamente a maior parte das suas terras, deixando-lhe apenas os arredores de Marache. A cidade de Edessa foi tomada em 1086.

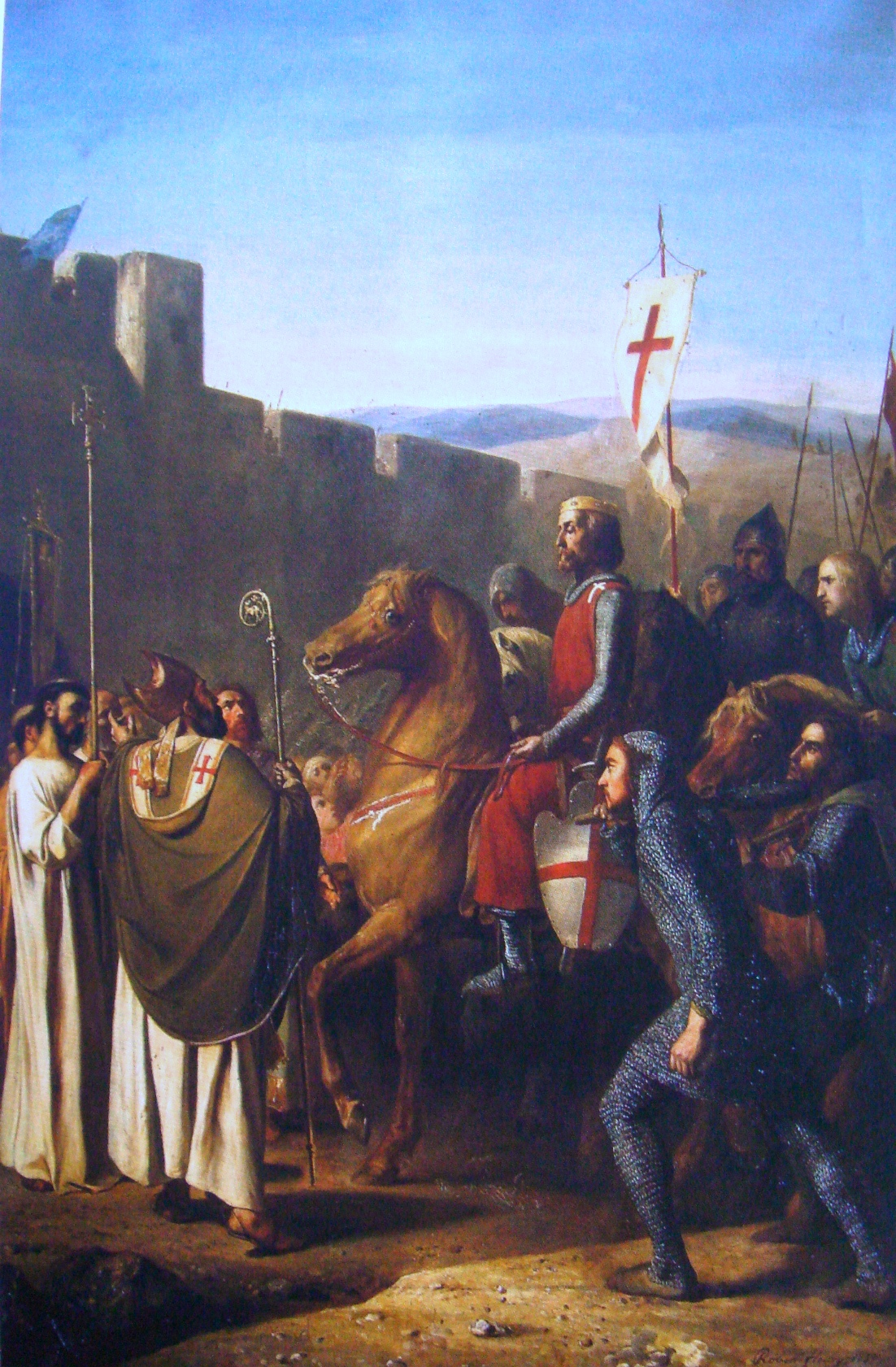
Entrada de Balduíno de Bolonha em Edessa em 1098,
pintura de J.Robert-Fleury, 1840

Em 1095, um antigo lugar-tenente de Filareto, Teodoro, eliminou as forças turcas da cidadela e tornou-se senhor da cidade. Resistiu aos ataques seljúcidas, mas teve de pedir ajuda aos cruzados que vinham cercar Antioquia em 1098, a caminho de Jerusalém. Balduíno de Bolonha, irmão de Godofredo de Bulhão respondeu ao apelo. Separou-se do grosso do exército cruzado, dirigindo-se para a Cilícia a sul e depois Edessa a leste.
Balduíno impôs-se pouco a pouco, ameaçou partir para se juntar aos restantes cruzados e obrigou Teodoro de Edessa a adoptá-lo como filho e herdeiro. Teodoro professava a fé cristã ortodoxa grega, em conflito com a ortodoxia arménia dos seus súbditos. A 9 de março de 1098 foi assassinado, desconhecendo-se se Balduíno esteve envolvido no assunto. Seja como for, este sucedeu-lhe, tomando o título de conde, uma vez que já era conde de Verdun, e prestando vassalagem ao seu irmão Godofredo de Bulhão, soberano de Jerusalém.
Os francos criaram boas relações com os seus súbitos arménios, e houve vários casamentos entre os dois grupos - os três primeiros condes casaram-se com mulheres arménias. A esposa de Balduíno morreu em 1097 e, depois de este suceder a Teodoro, casou-se com Arda, filha de Teodoro de Marache, um nobre local. Balduíno II casar-se-ia com Morfia, filha de Gabriel de Melitene, e Joscelino I com uma filha do príncipe armênio Constantino I.
Para as boas relações com os arménios, Balduíno I teve o mérito de repelir os turcos com eficácia, o que lhe permitiu aumentar os seus domínios até ao rio Eufrates. Tencionava levar o condado até Diarbaquir e depois Moçul, mas entretanto chegou a notícia da morte de Godofredo, protector do Santo Sepulcro. 
Assim, em 1100 Balduíno tornou-se rei de Jerusalém e o Condado de Edessa passou para o seu primo Balduíno II. Joscelino I juntou-se ao conde e tornou-se senhor da fortaleza de Turbessel no rio Eufrates, um importante posto avançado de protecção contra os turcos seljúcidas, que controlava o oeste do Eufrates e definia a fronteira com Antioquia.

## Conflitos com os territórios vizinhos
Balduíno II continuou a política do seu predecessor. Fez alianças com os senhores arménios de Marache e Melitene, alargando a sua suserania até estes territórios. Rapidamente se envolveu nos assuntos regionais, ajudando a assegurar o resgate de Boemundo I de Antioquia dos danismêndidas em 1103 e, aliado ao principado deste, atacou o Império Bizantino na Cilícia em 1104. Ainda no mesmo ano tentou tomar Harã, primeira etapa para a conquista de Moçul, mas os dois soberanos foram derrotados e aprisionados na batalha.

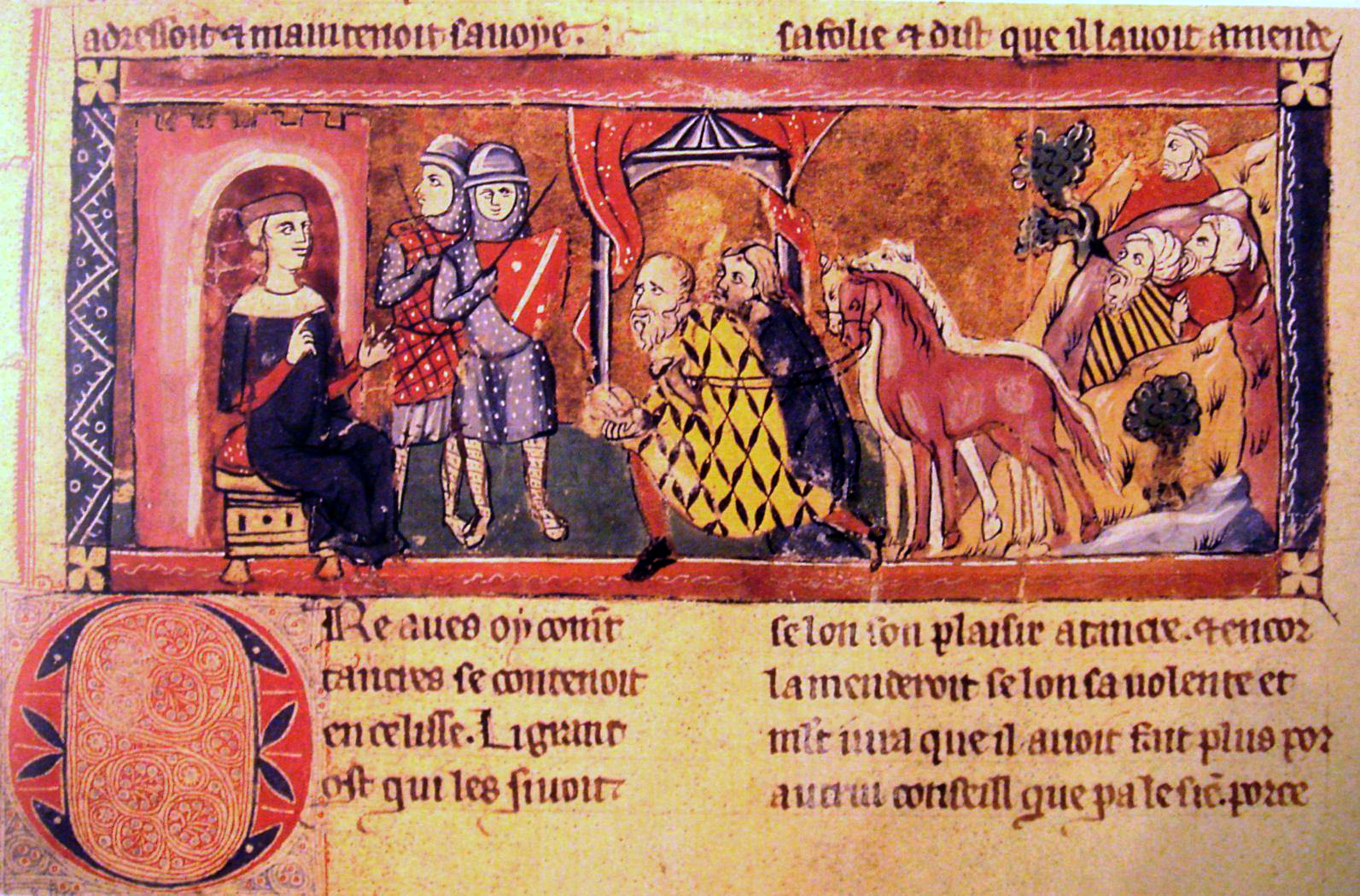
Balduíno de Bolonha e os arménios (iluminura da crónica de Guilherme de Tiro, 1286)

Tancredo da Galileia, primo de Boemundo tornou-se regente de Edessa, até Balduíno e Joscelino serem resgatados em 1108. Na prática, foi Ricardo de Salerno que governou o território e o defendeu contra os turcos, apesar de perder a parte norte do condado. Quando foi libertado, Balduíno II de Edessa teve de lutar contra o regente do seu condado para retomar o controlo da cidade. Tancredo acabou por ser derrotado, mas Balduíno teve de se aliar a alguns governantes muçulmanos locais.
Em 1110, todas as terras a leste do rio Eufrates foram perdidas para Moçul. No entanto, tal como em outros ataques, a este não se seguiu uma investida contra a cidade de Edessa, uma vez que os governantes islâmicos precisavam em primeiro lugar de consolidar o seu próprio poder.
Quando Balduíno I morreu em 1118, Balduíno II tornou-se rei de Jerusalém. Apesar de Eustácio III, irmão de Balduíno I, ter mais direito sucessório, estava em França e hesitou antes de aceitar o reino. O agora rei colocou inicialmente um primo seu, Galerano de Puiset, como governador do condado.
Edessa foi então oferecida a Joscelino I em 1119, que manteve o Senhorio de Turbessel como seu território e da sua descendência. Mas foi aprisionado mais uma vez em 1122, e quando Balduíno II foi tentar socorrê-lo também foi capturado, deixando Jerusalém sem rei. Em 1123 um grupo de cinquenta arménios, disfarçados de mercadores, ganharam acesso à cidadela onde Joscelino estava detido e, com o sacrifício da maioria dos seus, durante o combate permitiram a fuga do conde, que conseguiu obter a libertação de Balduíno no ano seguinte. Joscelino conseguiu alargar o condado e chegar até ao rio Tigre a norte de Moçul.

## Queda do condado
Joscelino I morreu em batalha em 1131 e foi sucedido pelo seu filho Joscelino II. Mas por esta altura o governante seljúcida Zengui unira Alepo e Moçul, começando a ameaçar Edessa. Joscelino II descurou a segurança do condado, envolveu-se nas querelas teológicas sírias e desentendeu-se com os condes de Trípoli, que depois lhe recusaram ajuda.
Zengui cercou Edessa em 1144, conseguindo tomá-la a 24 de Dezembro desse ano. Joscelino II continuou a governar as terras a oeste do rio Eufrates a partir de Turbessel, e conseguiu tirar proveito da morte de Zengui e da revolta da população arménia, em Setembro de 1146, para retomar a sua antiga capital.
A cidade foi mais uma vez perdida em novembro, e Joscelino escapou por pouco. Os arménios foram massacrados e os sírios expulsos, apesar da sua francofobia. A 4 de Maio de 1150, o conde foi capturado na tomada de Turbessel por Noradine, filho de Zengui, e aprisionado em Alepo até à sua morte em 1159. A sua esposa vendeu o que restava do condado ao imperador bizantino Manuel I Comneno. Depois, juntamente com a sua família, mudou-se com o tesouro da venda para o Reino de Jerusalém, para perto de Acre.
As terras do condado foram conquistadas por Noradine e pelo sultão de Rum no ano seguinte. Edessa foi o primeiro estado cruzado a ser criado, e também o primeiro a ser perdido.